# Groeve Sevensprong

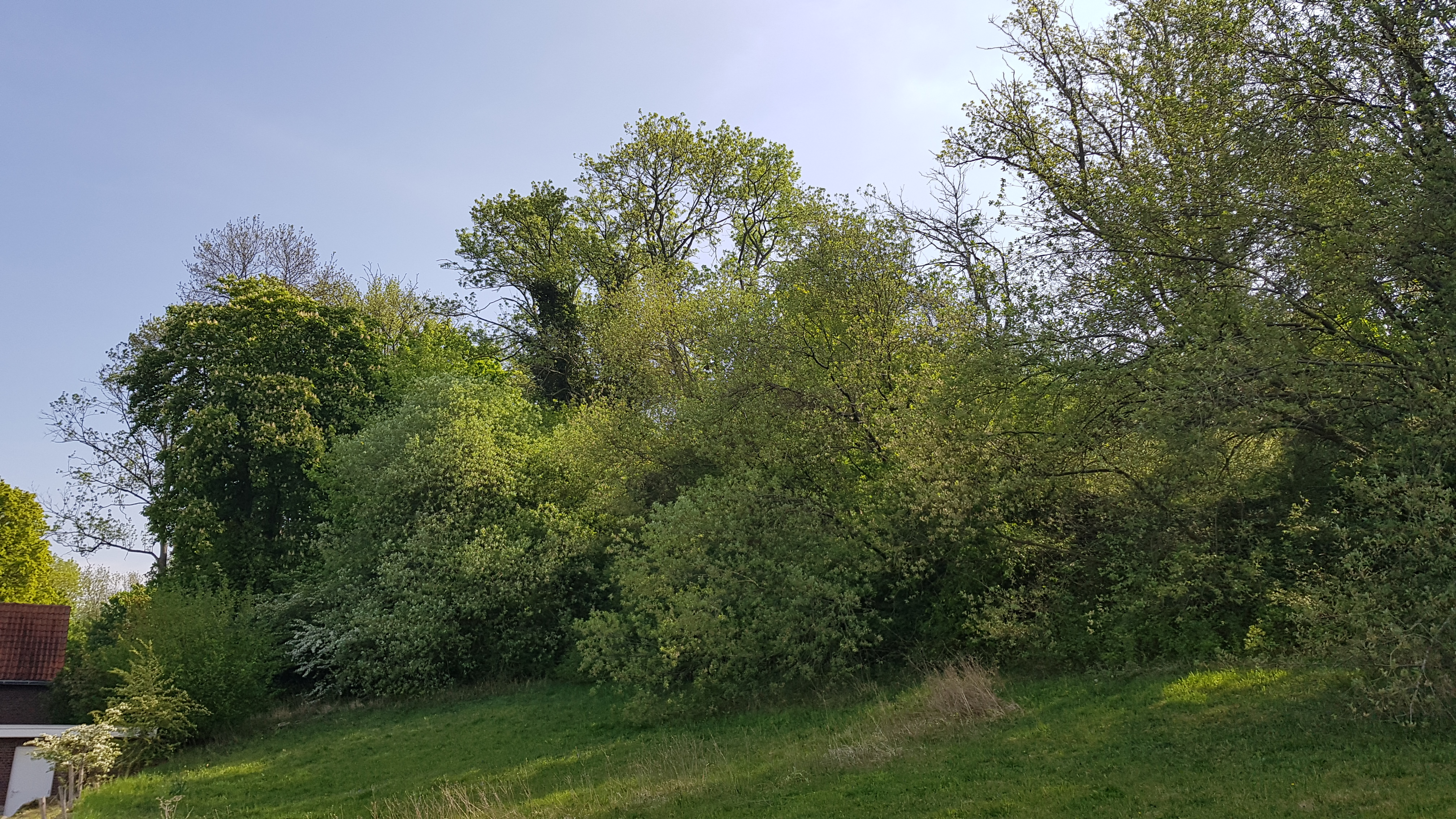
locatie van de groeve in het struweel

De Groeve Sevensprong of Groeve Sevensprongh is een groeve in Nederlands Zuid-Limburg in de gemeente Voerendaal. De ondergrondse groeve ligt ten oosten van Craubeek aan de straat en buurtschap Terveurt vlak bij het waterpompstation Craubeek en de spoorlijn Heerlen - Schin op Geul waarover de Heuvellandlijn. De groeve bevindt zich in het uiterste noordwesten van het Plateau van Ubachsberg in de overgang van het Ransdalerveld.
Naar het westen ligt op ongeveer 520 meter de Auvermennekesloak en naar het zuidwesten liggen tussen de 400 en 500 meter de groeves Craubeekergroeve en Craoteloak. Op ongeveer 150 meter het zuiden bevindt zich de dagbouwgroeve Groeve Kaardenbeek.

## Geschiedenis
De groeve is waarschijnlijk niet door blokbrekers ontgonnen, omdat de kwaliteit van de kalksteen uit de groeve te slecht was, waardoor ze niet gebruikt zou zijn voor de vervaardiging van bouwstenen, maar wel voor de productie van kalk waarmee boeren de akkers en velden konden bemergelen.
Op 25 oktober 1944 stond er in het blad Veritas een advertentie waarin landbouwkalk werd aangeboden die afkomstig zou zijn van de Groeve Zevensprong te Croubeek-Klimmen.

## Groeve
De groeve heeft twee ingangen.
De groeve en het omliggende gebied is in beheer van Waterleiding Maatschappij Limburg.
De groeve is in 2016 op veiligheid onderzocht en toen bleek extensief gebruik niet haalbaar.

## Geologie
In de bodem van Craubeek bevindt zich dicht bij het oppervlak een relatief dunne laag van de Kalksteen van Emael (Maastrichtse Kalksteen) en daaronder zit een dik pakket Kunrader kalksteen. Beide kalksteenpakketten behoren tot de Formatie van Maastricht. Veel dieper bevindt zit hier de Formatie van Vaals in de bodem. De groeve is aangelegd in het bovenste deel van de bodem en daarmee mogelijk in de Kalksteen van Emael.
Op ongeveer 100 meter noordelijker ligt de Kunraderbreuk.